# Петър Кауков
Петър Кауков е български театрален режисьор, роден град Пловдив.
Първи стъпки на сцената: детско-юношеска театрална школа с ръководител Кремена Бабачева. През 1993 г. завършва Актьорската студия Апарт в Пловдив.
Завършва НАТФИЗ, специалност „Актьорство за драматичен театър“ в класа на проф. Здравко Митков през 1998 г. и специалност „Театрална режисура“ с художествен ръководител проф. Красимир Спасов през 2000 г. През 2010 г. защитава магистърска степен с тезата „Шекспир, Ноктюрно“.
През май 2018 г. защитава докторска степен (PhD) с дисертацията „Комедиите на Шекспир: въпроси на сценичната интерпретация“, която издава като монография през май 2019 г. под заглавие „Комедиите на Шекспир между Ерос и Танатос“. Книгата е издадена с конкурс пред Програма "Научни изследвания" към НАТФИЗ и е номинирана за награда ИКАР 2020 в категория „Критически текст“.

## Режисьор
- „Bai Ganyo“ от Георги Данаилов, по мотиви от Алеко Константинов (Младежки театър „Николай Бинев“, 2019 г.)
- „ДНК" от Денис Кели (Театър „Вировитица“ и Академия за изкуство и култура – Осиек, Хърватия, 2019 г.)
- „Специални поводи" от Бърнард Слейд (Младежки театър „Николай Бинев“, 2018 г.)
- „Авеню Q“ мюзикъл от Робърт Лопес, Джеф Маркс и Джеф Уити. Съвместна постановка с Уест Хайлър. (Столичен куклен театър, 2017 г.)
- „За теб“ от Яна Борисова (независим проект, Театър „Открита сцена“, 2014 г. и Театър "Азарян", 2015 г.)
- „Много шум за нищо“ от Уилям Шекспир (ДТ „Стефан Киров“ – Сливен, 2014 г.)
- „Повредата“ от Фридрих Дюренмат (ТМЦ – Кърджали / ДТ „Димитър Димов“, 2014 г.)
- „Почерпки“ от Кристофър Хамптън (ДТ „Стефан Киров“ – Сливен, 2012 г.)
- „Разкази за рака“ от Нел Дън (независим проект, 2012 г.)
- „Любов и пари“ от Денис Кели (Младежки театър „Николай Бинев“, 2011 г.)
- „Младият принц и Истината“ от Жан-Клод Кариер (Столичен куклен театър, 2011 г.)
- „Бизарно“ от Желко Хубач (Босненски народен театър – Зеница, Босна и Херцеговина, 2010 г.)
- „Островът на съкровищата“ от Кен Лудвиг по романа на Робърт Луис Стивънсън (Младежки театър „Николай Бинев“, 2009 г.)
- „Черна комедия“ от Питър Шафър (Младежки театър „Николай Бинев“, 2008 г.)
- „Нерви за любов“ от Кирил Топалов (Малък градски театър „Зад канала“, 2007 г.)
- „Мутра“ – аудио-роман от Константин Кацаров (ИК „Жанет-45“, 2006 г.) – съвместно с Алексей Кожухаров.
- „Сън в лятна нощ“ от Уилям Шекспир (Драматичен театър Пловдив, 2005 г.)
- „Пикасо в бистро „Пъргавия заек““ от Стийв Мартин (Драматичен театър Благоевград, 2005 г.)
- „Силата на навика“ от Томас Бернхард, Театър на маса (Празници на изкуствата „Аполония“, 2004 г.)
- „Малък динамит“ от Аби Морган (Народен театър „Стерия“ – гр. Вършац, Сърбия и Черна гора, 2004 г.)
- „Шум зад кулисите“ от Майкъл Фрейн (Народен театър Лесковац, Сърбия и Черна гора, 2003 г.)
- „По-близки до земята“ от Желко Хубач (Драматичен театър Пловдив, 2003 г.)
- „Bai Ganyo“ от Георги Данаилов, по мотиви от Алеко Константинов (Драматичен театър Пловдив, 2001 г.)
- „12-а нощ или Каквото пожелаете“ от Уилям Шекспир (Драматичен театър Пловдив, 2000 г.)
- „Дългото сбогуване“ от Тенеси Уилямс (Драматичен театър Пловдив, 1999 г.)

Постановки на Петър Кауков са играни на множество фестивали в страната и чужбина.
Спектакълът „Bai Ganyo“ се игра 12 години (2001 – 2012) с над 160 представления. Това е един от най-успешните спектакли в България през последните години, а Николай Урумов получи за ролята си в постановката няколко номинации и награди.

## Награди и номинации

### „Авеню Q“
- Награда ИКАР 2018 за актьорския екип на спектакъла,[2] в категория „Постижение в кукленото изкуство“,
- Награда за мъжка роля на Камен Асенов от МТФ „Златен делфин“ – Варна, 2017 г.

### „За теб“
- Награда за сценография на Никола Тороманов от Друмевите театрални празници „Нова българска драма“ – Шумен, 2016 г.

- Номинация за драматургичен текст за награда Икар 2015 на Яна Борисова.
- Номинация за драматургичен текст за награда Аскеер 2015 на Яна Борисова.

### „Любов и пари“
- Награда „Икар 2012“ на Искра Донова за ролята на Джес.
- Награда „Аскеер 2012“ на Стефан Мавродиев за ролите на Бащата, Дънкан и № 3.

### „Бизарно“
- Награда на журито за най-добър съвременен драматургичен текст (Желко Хубач) от Фестивала „Срещи на театрите от Босна и Херцеговина“ в Бръчко, 2010 г.

- Награда на журито за най-добра женска роля (Алма Терзич) от Фестивала „Срещи на театрите от Босна и Херцеговина“ в Бръчко, 2010 г.
- Награда на публиката за най-добра женска роля (Анджела Илич) от Фестивала „Срещи на театрите от Босна и Херцеговина“ в Бръчко, 2010 г.

### „Островът на съкровищата“
- Номинация за Майсторско техническо осъществяване за награда Икар 2010.

### „Сън в лятна нощ“
- Номинация на Петър Кауков за Награда "Пловдив" за принос към развитието на пловдивската култура, 2006.

### „Bai Ganyo“
- Награда за главна мъжка роля на Николай Урумов от Фестивала "Театрални празници" - Благоевград 2002 г.
- Награда за главна мъжка роля на Николай Урумов от Фестивала "Друмеви театрални празници - Нова българска драма" - Шумен 2002 г.
- Номинация на Николай Урумов за Награда АСКЕЕР 2002 за главна мъжка роля.
- Номинация на Николай Урумов за Награда ИКАР 2002 за главна мъжка роля.
- Номинация на Петър Кауков за Награда "Пловдив" за принос към развитието на пловдивската култура, 2002.
- Номинация на Николай Урумов за Награда "Пловдив" за принос към развитието на пловдивската култура, 2002.

## Преводи (пиеси)
Петър Кауков превежда драматургия и други театрални текстове от английски и от сърбо-хърватски (BHS - босненски/хърватски/сръбски).
- „Театрална целувка“ от Сара Рул (2020)
- „Момичета и момчета“ от Денис Кели (2020)
- „Ритуалното заколение на Джордж Мастромас“ от Денис Кели (2017)
- „Абатството“ от Майкъл Уин (2014)
- „Пияният град“ от Адам Бок (2013)
- „След края“ от Денис Кели (2012)
- „ДНК“ от Денис Кели (2012)
- „Любовна песен“ от Джон Колвенбак (2011)
- „Любов и пари“ от Денис Кели (2011)
- „Безредици“ от Майкъл Фрейн (2011)
- „Дарът на Горгоната“ от Питър Шафър (2010)
- „Почерпки“ от Кристофър Хамптън (2009)
- „Бизарно“ от Желко Хубач (2009)
- „Черна комедия“ от Питър Шафър (2008, нов превод)
- „Дългото сбогуване“ от Тенеси Уилямс (1999)

## Актьор
- Алберт Глайзер във филма „Уют“, реж. Камен Донев (2019 г.)
- Красимир Косев в сериала „Четвърта власт“, реж. Стоян Радев и Димитър Коцев-Шошо (БНТ, 2013 г.)
- Меркуцио в „Ромео и Жулиета“ от Уилиам Шекспир, реж. Галин Стоев (Драматичен театър Пловдив, 2003 г.)
- Пациент №1 в „Инструкции за оцеляване при извънредни ситуации“ от Камен Донев, реж. Крикор Азарян (Драматичен театър Пловдив, 2003 г.)
- Д-р Кирилов в „Малки комедии“ от Антон Чехов, реж. Мариус Куркински (Драматичен театър Пловдив, 2002 г.)
- Ревунов-Караулов в „Малки комедии“ от Антон Чехов, реж. Мариус Куркински (Драматичен театър Пловдив, 2002 г.)
- Куинто Басетти в „Изкуството на комедията“ от Едуардо де Филипо, реж. Мариус Куркински (Драматичен театър Пловдив, 2001 г.)
- Димитър в „Морска сол“ от Емил Бонев, реж, Емил Бонев (Държавен сатиричен театър, 1999 г.)
- Бруно Дженкинс във „Вещиците“ от Роалд Дал, реж. Владимир Люцканов (Копродукция между НАТФИЗ и Театър „Българска армия“, 1998 г.)

## Професионална кариера
- От юли 2020 - Ръководител на специалност "Театрална продукция" в НАТФИЗ „Кр. Сарафов“.
- От май 2020 – Доцент по режисура за драматичен театър в НАТФИЗ „Кр. Сарафов“.
- От септември 2018 г. – директор на Театър НАТФИЗ.
- От октомври 2013 г. – хоноруван преподавател, а от 2015 – асистент по режисура в НАТФИЗ „Кр. Сарафов“.
- От септември 2013 г. до февруари 2021 г. – хоноруван преподавател по дисциплината "Режисура" на студентите от специалност „Сценография“ в НХА.
- От септември 2006 г. до 31.08.2014 г. – Заместник-директор на Младежки театър „Николай Бинев“.
- От 2006 г. до 2008 г. – Председател на Експертната комисия на Регионален ресурсен център за култура "ФабриКата" - Габрово.
- 2005 г. – Председател на Експертната комисия на Фонд "Дебюти" към Национален фонд "Култура".
- От ноември 2002 г. до декември 2004 г. – Председател на Борда на Швейцарската културна програма в България.
- От май 1999 г. до септември 2006 г. – Заместник-директор на Драматичен театър Пловдив.
- От 1999 г. – театрален режисьор.
- От 1993 г. до 1994 г. – Актьор в Драматичен театър - Пловдив